# Giovanni Battista Piranesi

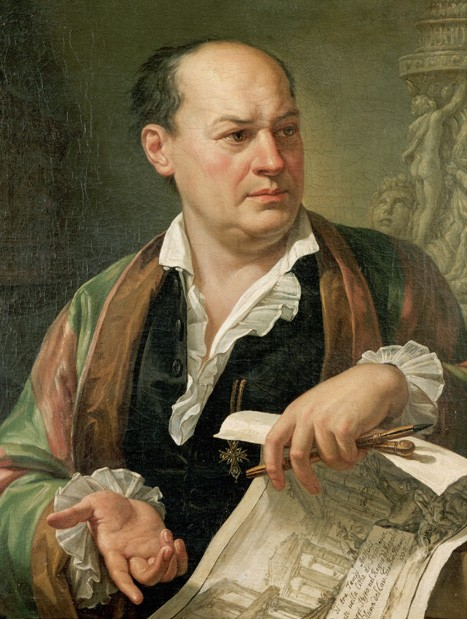
Giovanni Battista Piranesi

Giovanni Battista Piranesi [dʒoˈvanni batˈtista piraˈneːzi], auch Giambattista Piranesi (* 4. Oktober 1720 in Venedig; † 9. November 1778 in Rom), war ein italienischer Kupferstecher, Archäologe, Architekt und Architekturtheoretiker.

## Leben
Piranesi wurde in Venedig geboren. Er war Sohn eines Steinmetzen, der auch als Bauleiter tätig war. Sein insbesondere in der älteren Literatur häufig zu findende Geburtsort Mogliano Veneto beruht auf der Anfang des 19. Jahrhunderts erstellten Biografie Giovanni Battista Piranesis des französischen Architekten Jacques-Guillaume Legrande. Legrande erstellte sie anhand des von ihm befragten, nach Paris ausgewanderten Sohnes Francesco Piranesi, dessen Aussagen sich aber als ungenau herausgestellt haben. Für den angeblichen Aufenthalt der Familie Piranesi in Mogliano Veneto, der einmal als Ort einer Durchgangsreise und ein anders Mal als Ort der Sommerresidenz bezeichnet wird, gibt es aber sonst keine Belege. Das erste schriftliche Dokument über Giovanni Battista Piranesi ist sein Eintrag in das Taufbuch der Pfarrei San Moisè in Venedig vom 8. November 1720.
Der  Bruder Angelo vermittelte Giovanni Battista  Latein und die Grundlagen der antiken Literatur. Seine Ausbildung als Architekt begann er am Magistrato delle Acque bei einem Bruder seiner Mutter, Matteo Lucchesi, einem venezianischen Tiefbauingenieur, der für die Regulierung der Lagune zuständig war. Nachdem er sich im Streit mit seinem Onkel überworfen hatte, setzte er seine Ausbildung bei Giovanni Scalfarotto (1670–1764) fort. In einer weiteren Ausbildung zum Bühnenbildner lernte er die Möglichkeiten der Bühnendekoration kennen. Dies ermöglichte ihm eine intensive Beschäftigung mit der Kunst der Illusion und der Perspektive. Zu dieser Zeit gelangte in Venedig – insbesondere durch Canaletto – die Kunst der Vedute zu einem Höhepunkt.
1740 reiste Piranesi als Zeichner im Gefolge von Marco Foscarini, dem venezianischen Gesandten beim Heiligen Stuhl, nach Rom. Er nahm Quartier im Palazzo Venezia und begann zunächst mit dem Studium der römischen Baukunst. Er hospitierte bei den Architekten Nicola Salvi und Luigi Vanvitelli, den letzten Vertretern eines genuin römischen Barocks. Eine eigene Tätigkeit als Architekt war aufgrund der wirtschaftlich desolaten Lage nicht möglich. Chancen ergaben sich dafür auf dem Gebiet der Malerei, besonders durch den beginnenden Romtourismus.
Ein Jahr nach seiner Ankunft in Rom begann Piranesi mit einer Ausbildung bei dem Vedutenzeichner Giuseppe Vasi, der ihm die Grundlagen der Radierung und des Kupferstichs vermittelte. Piranesi überwarf sich jedoch sehr bald mit Vasi und brach die Ausbildung in dessen Werkstatt ab. Beeindruckt von der Monumentalität der antiken Ruinen fasste er den Plan, das antike Rom in seinen Zeichnungen wieder auferstehen zu lassen. 1743 veröffentlichte er sein erstes eigenes Werk, Prima parte di Architettura e Prospettive – Stadtansichten in einer Verbindung von Grabstichelarbeit und Radierung. Er widmete das Werk Nicola Giobbe, einem venezianischen Bauunternehmer, der ihn seit seiner Ankunft in Rom gefördert hatte. Nachdem er sich in Architekturphantasien verloren hatte (die berühmte Folge der Carceri von 1745/1760), wandte er sich zunehmend der römischen Wirklichkeit zu. Zusammen mit Stipendiaten der Französischen Akademie arbeitete er an einer Folge kleinerer Ansichten Roms, die dann 1745 als Varie Vedute di Roma Antica e Moderna erschienen.
Von 1743 bis 1747 hielt er sich meistens in Venedig auf, wobei er auch bei Giovanni Battista Tiepolo arbeitete.
Schließlich kehrte er nach Rom zurück, wo er ein Geschäft an der Via del Corso eröffnete. In den Jahren 1748 bis 1774 schuf er weitere Folgen von Veduten barocker und antiker Baudenkmäler Roms, die Vedute di Roma, die – meist von hartem Sonnenlicht erhellt – eine eigentümlich monumentale Wirkung entfalten. Diese Veduten enthalten auch Bilderkompositionen in der Art des Capriccios und prägten für Generationen das Bild der Stadt.
1756 erforschte und vermaß Piranesi zahllose Bauten des antiken Rom. Folge war die Herausgabe der Ansichten römischer Altertümer in vier Bänden, die Antichità romane denen er neben ausdrucksvollen Ansichten genaue Grund- und Aufrisse beigab. Damit begründete der 36-jährige seinen internationalen Ruhm als führender Archäologe.
Am 24. Februar 1757 wurde er als Ehrenmitglied in die Society of Antiquaries of London und 1761 in die römische Accademia di San Luca aufgenommen. Der reißende Absatz seiner Veduten an Touristen gestattete es ihm 1761, sich eine eigene Werkstatt mit Druckerei im Palazzo Tomati in der Strada Felice einzurichten, wo er seine Werke nun selbst verlegte. In einem Catalogo delle Opere stellte er seine Radierungen mit Preisen zusammen.
Mit der Ankunft Johann Joachim Winckelmanns in Rom 1755 entbrannte der Streit zwischen „Griechen“ und „Römern“. Dabei setzte Piranesi den römischen Ernst und die römische magnificenza gegen die griechische „Leichtfertigkeit“. Dem römischen Ingenieurbau, vor allem dem römischen Wasserversorgungssystem, widmete Piranesi tiefsinnige Studien. In ihrer funktionalen Ästhetik zeigte er diese Zweckbauten den Sakralbauten als gleichwertig.
1763 erteilte Papst Clemens XIII. Piranesi den Auftrag zum Umbau des Chores von San Giovanni in Laterano. Über das Entwurfsstadium gelangte er jedoch nicht hinaus. Im Folgejahr wurde Piranesi durch Kardinal Giovanni Battista Rezzonico mit der Neugestaltung von Santa Maria del Priorato beauftragt. 1767 schlug der Papst ihn zum Ritter.
In den letzten zehn Jahren seines Lebens wandte sich Piranesi der Innenarchitektur und Raumausstattung zu. Er betätigte sich als Antiquitätenhändler. Mit seinen Werken Diverse maniere d’adornare i cammini (1769) und Vasi, candelabri, cippi, sarcophagi, tripodi, luzerne ed ornamenti antichi (1778), gewann er, vermittelt über seinen Freund, den Architekten Robert Adam, nachhaltigen Einfluss auf die englische Villenarchitektur und deren Innenausstattungen. Die beiden hatten sich während Adams Aufenthalt in Rom (1754–1758) angefreundet, wobei Piranesis suggestiven Veduten einen nachhaltigen Eindruck bei dem Schotten hinterließen. Adams Überwindung des englischen Palladianismus ist ohne Piranesis Dokumentation des antiken Rom kaum denkbar.
In seinem grandiosen Alterswerk, den 20 Radierungen über die frühgriechischen Tempel von Paestum, bezeugt er, der „Römer“, tiefes Verständnis für diese herbe, archaische Kunst.
Piranesi starb 1778 nach langer Krankheit in Rom. Beigesetzt wurde er in der Kirche Santa Maria del Priorato.
Drei seiner Kinder, Laura, Francesco und Pietro Piranesi, waren ebenfalls bekannte und erfolgreiche Künstler.

## Werk

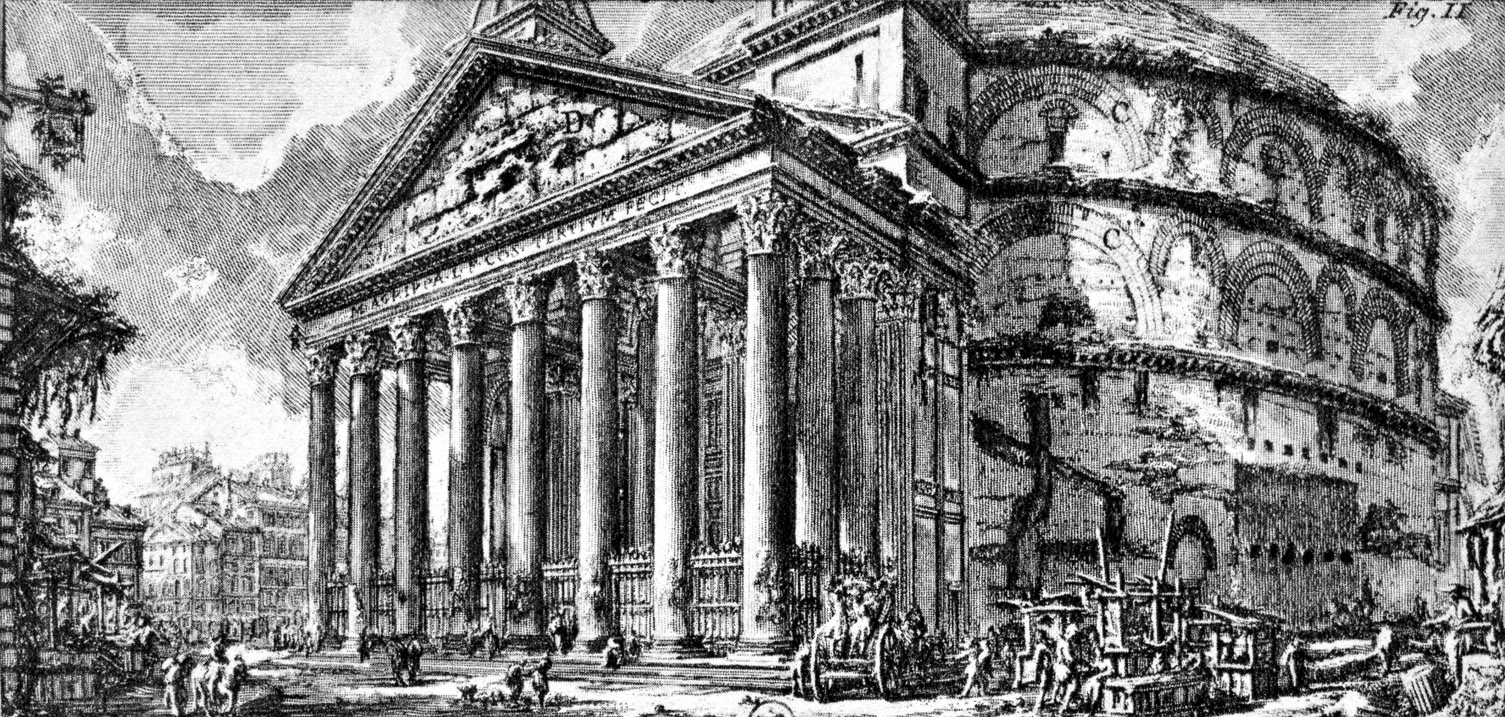
Vedute des Pantheon
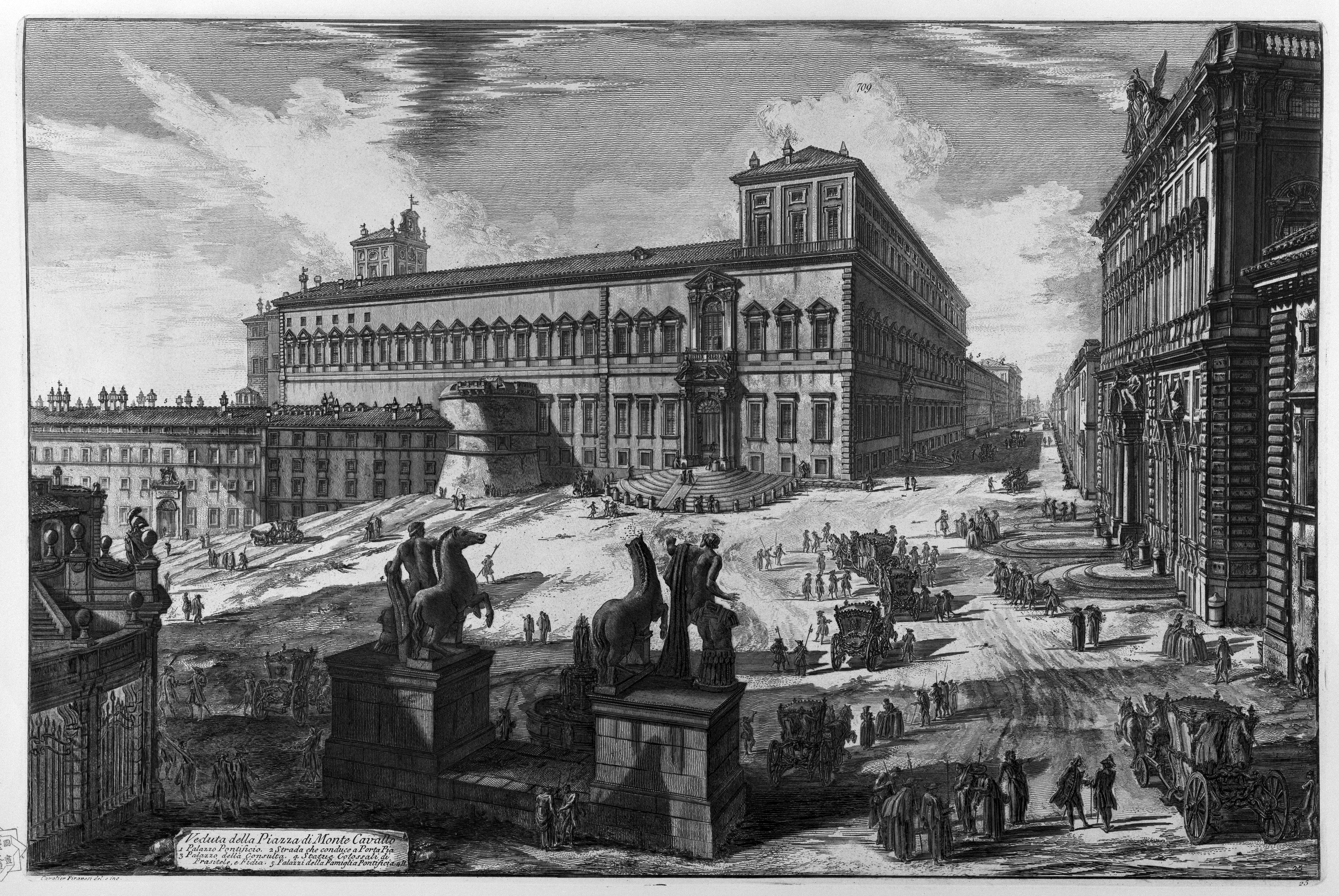
Vedute des Quirinal
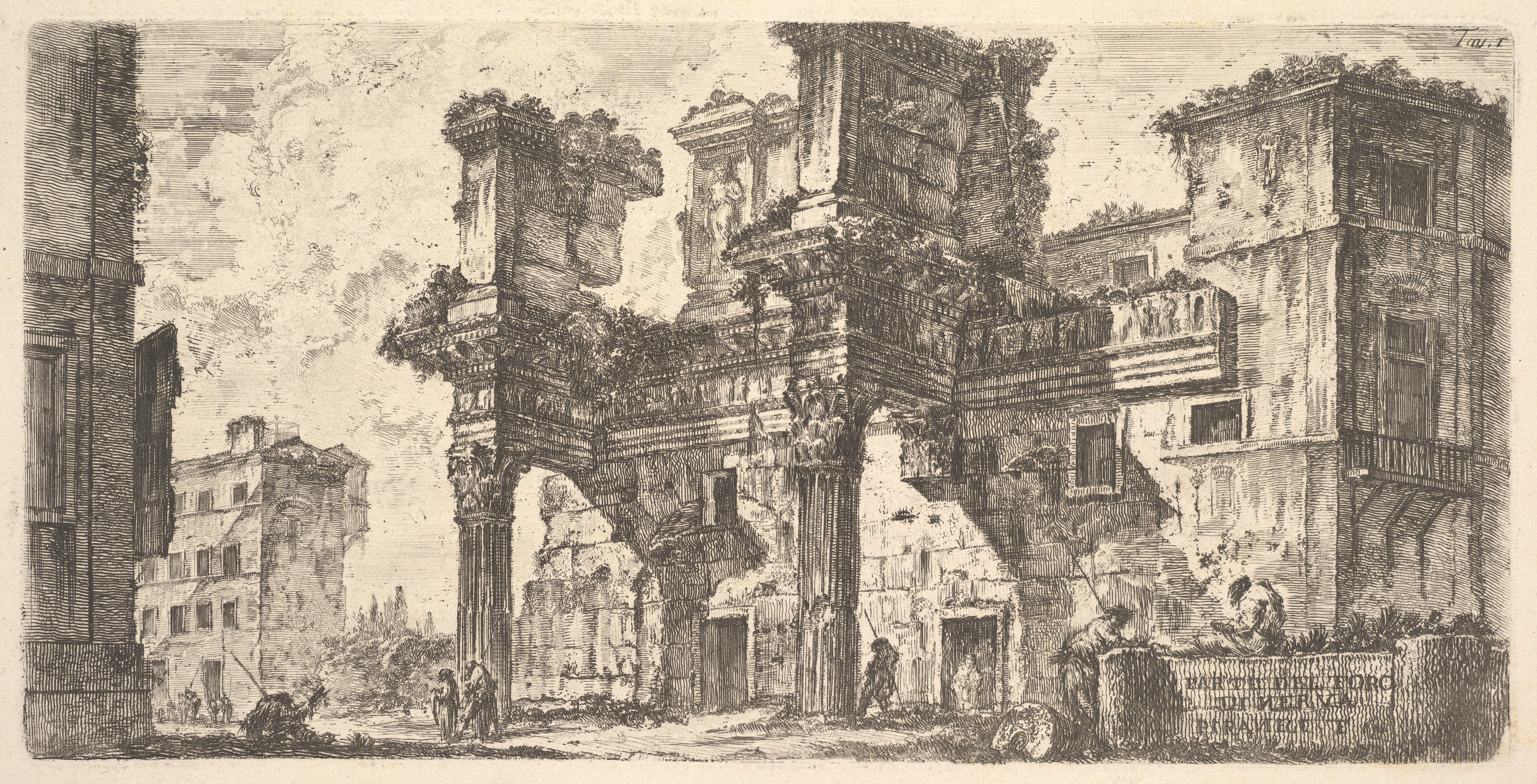
Vedute des Nerva-Forums

Berühmtheit bis heute erlangte Piranesi vor allem mit den sechzehn Platten der Carceri d’Invenzione di G. Battista Piranesi (Erfundene Kerker von G. Battista Piranesi) von 1760 bis 1761, durch Bühnenbilder angeregte Architekturphantasien, die das auch in den Veduten spürbare Gefühl von Einsamkeit, verbunden mit Monumentalität, auf die Spitze treiben. Sie beeinflussten den Gefängnisneubau in Newgate 1770, wurden in Kopien zur Darstellung der Schrecken der Bastille verwendet und haben schließlich noch in der Filmarchitektur des 20. Jahrhunderts ihre Spuren hinterlassen. Die ursprünglich eher hell angelegten 14 Platten der ersten Ausgabe der Carceri wurden 1761 auf Veranlassung von Piranesis Verleger Bouchard nachbearbeitet und um zwei weitere Platten ergänzt, um sie dunkler und kontrastreicher zu machen und damit eine theatralischere Wirkung zu erzielen. Die meisten Reproduktionen der Carceri geben diesen späteren Zustand wieder.
Sehr viel umfangreicher waren aber seine Dokumentationen antiker Bauwerke und Gebrauchsgegenstände in Rom und Umgebung, Cora und Paestum, die Künstlern in ganz Europa als Vorlagen für eigene Werke dienten. Herauszuheben ist auch Piranesis Einfluss auf den Architekten Robert Adam und die englische Villenarchitektur des ausgehenden 18. Jahrhunderts, den sogenannten Adamstil.
Piranesi erschloss auch die ägyptische Kunst als Inspirationsquelle für das Kunstgewerbe. Dadurch wirkte er anregend auf den französischen Empire-Stil.

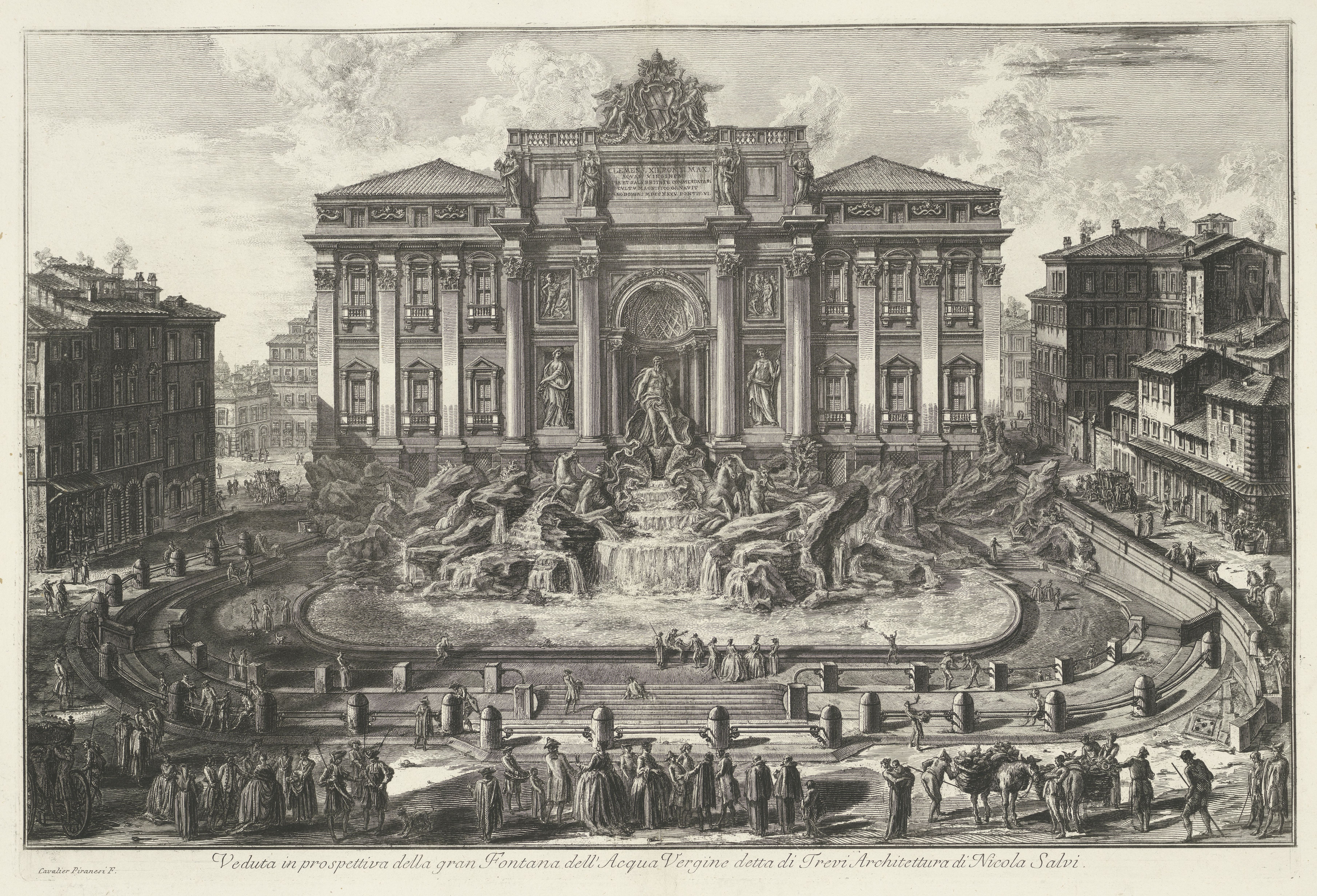
Trevi-Brunnen
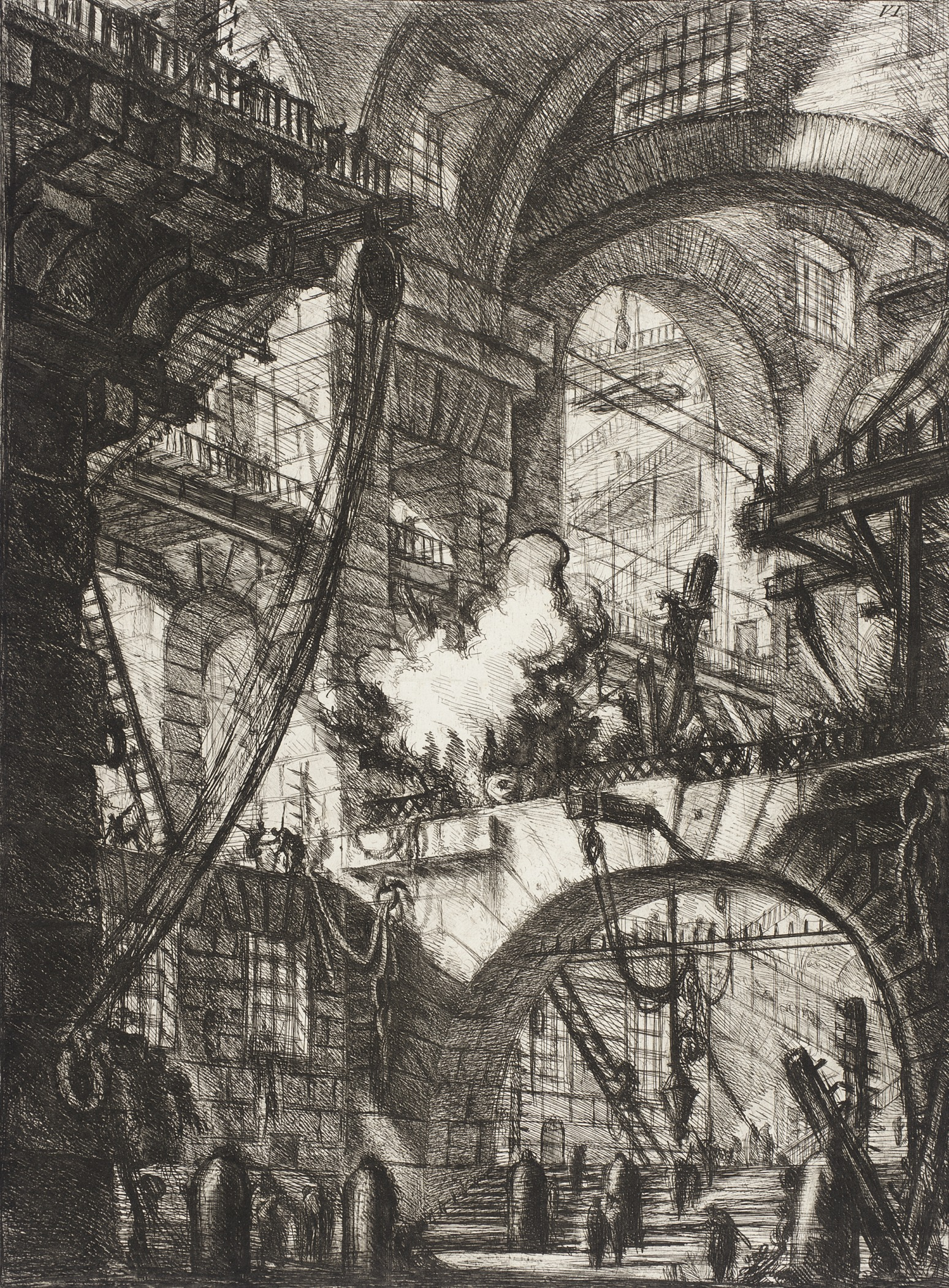
Aus Carceri
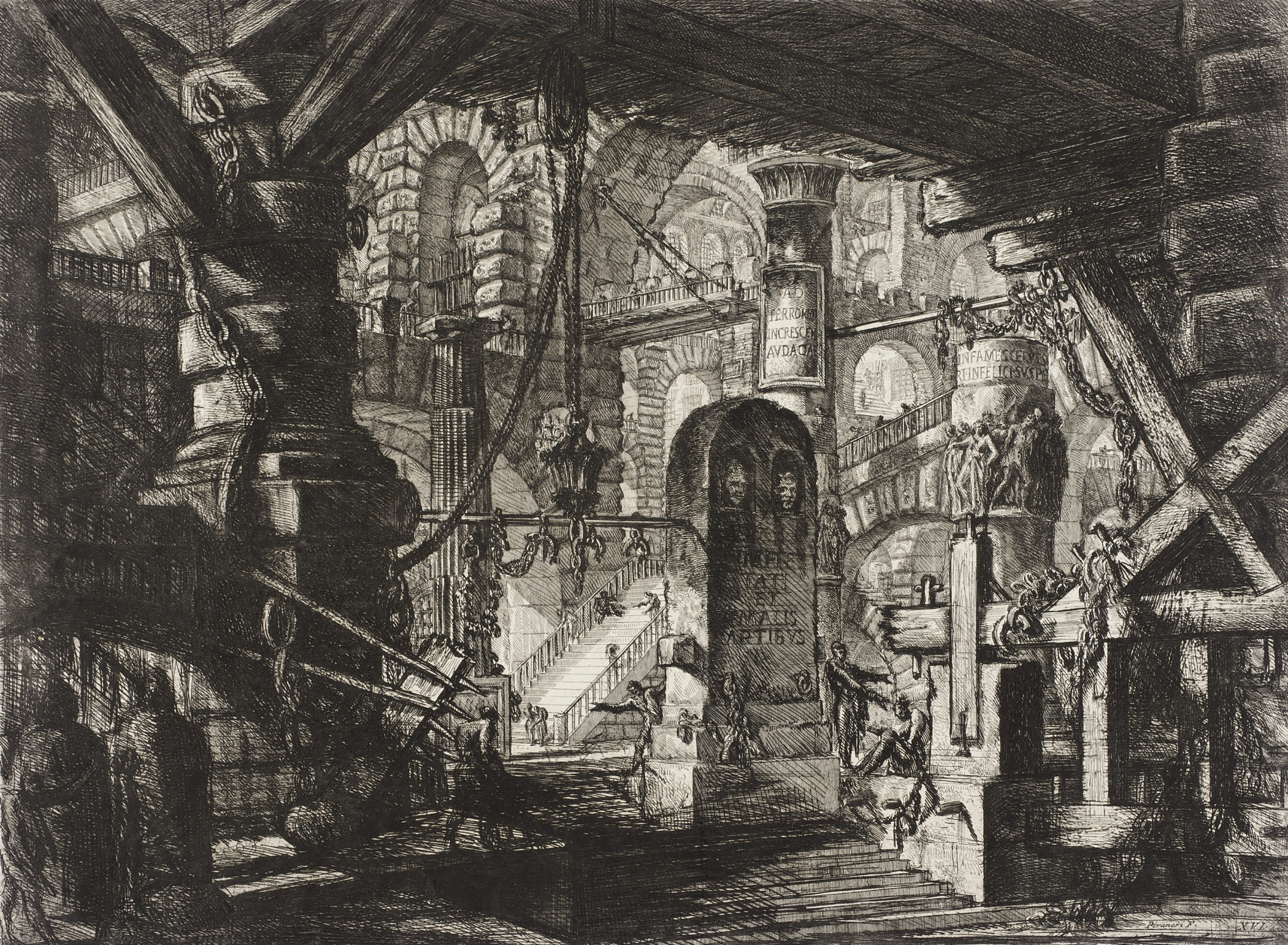
Aus Carceri
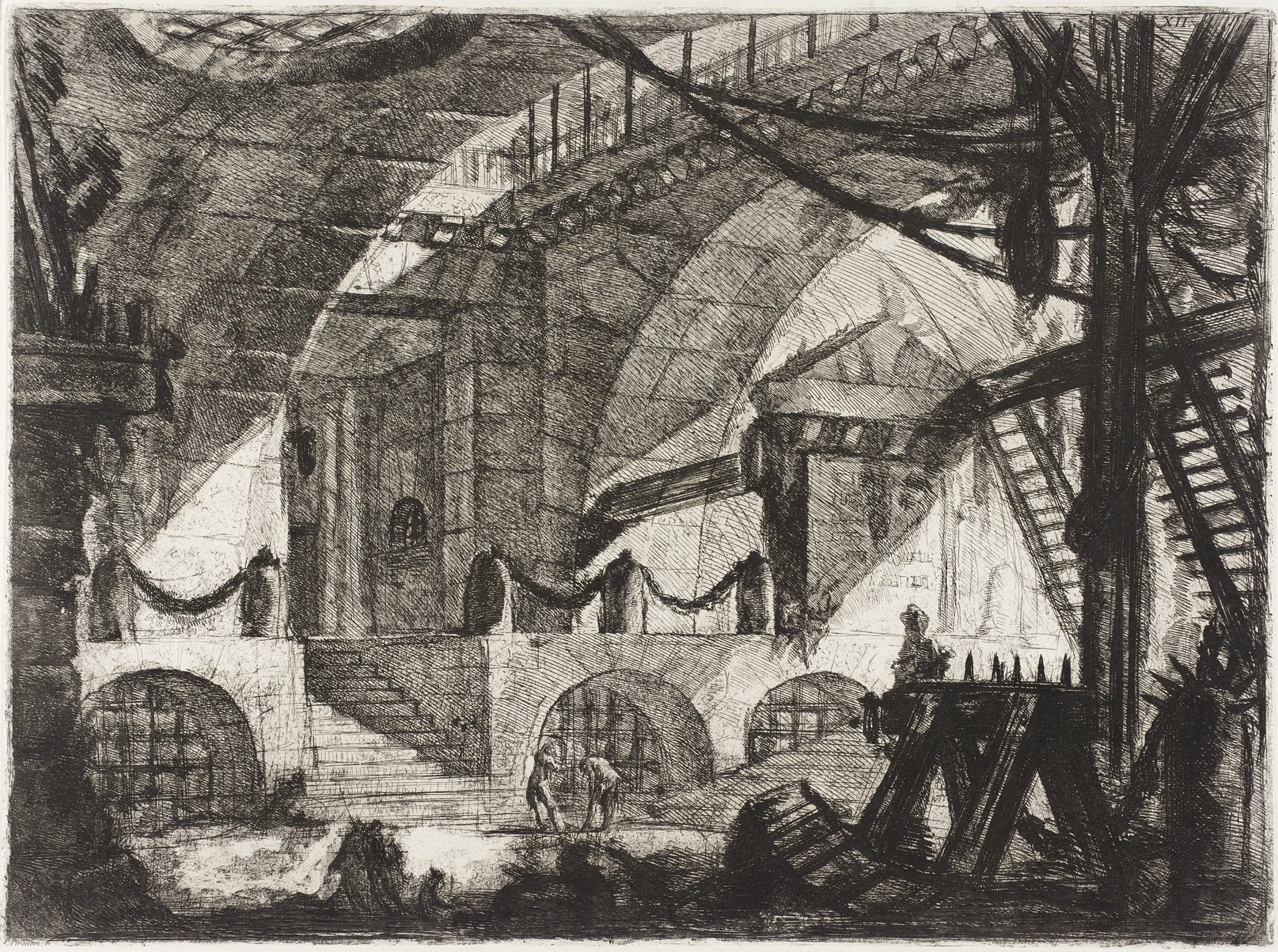
Aus Carceri
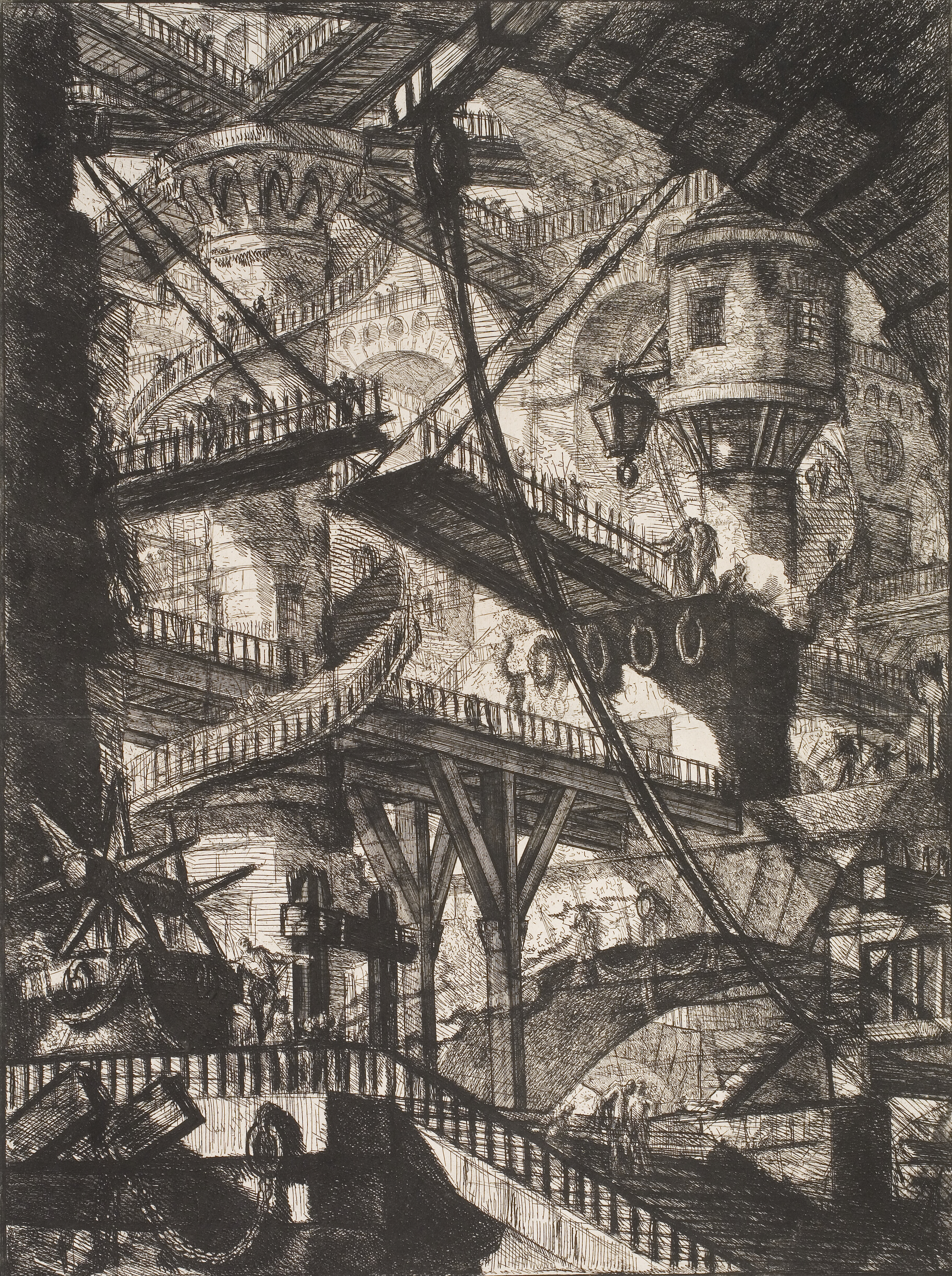
Die Zugbrücke

Im Frühjahr 2014 entdeckte ein Praktikant, der seinerzeit zwanzigjährige Abiturient Georg Kabierske, im Kupferstichkabinett der Kunsthalle Karlsruhe 297 Zeichnungen und Grafiken aus der Hand Piranesis und seines Umfeldes, die bis dahin Friedrich Weinbrenner zugeordnet waren. Über diese hinaus existierten zu diesem Zeitpunkt weltweit geschätzt zwischen 500 und 600 Exemplare von Piranesi und seiner Werkstatt.

## Veröffentlichungen
- Antichità romane de’ tempi della repubblica e de’ primi imperatori (1748).
- Alcune vedute di archi trionfali, ed altri monumenti inalzati da parte de quali si veggono in Roma, e parte per l’Italia (1748).
- Opere varie di architettura, prospettiva, groteschi, antichitá. 4 Bände. Rom (1750).
- Carceri (1750).
- Trofei Ottaviano Augusto innalzati per la vittoria ad actium e conquista dell' Egitto con varj altri ornamenti diligentemente ricavati dagli avanzi piu preziosi delle fabbriche antiche di Roma utili a pittori, scultori ed architetti (1753).
- Le antichità romane (1756).
- Lettere di giustificatione scritte a Milord Charlemont e à di lui agenti in Roma (1757).
- Le rovine del castello dell’ Acqua Giulia situato in Roma presso S. Eusebio e falsamente detto dell’ Acqua Marcia colla dichiarazione di uno de’ celebri passi del comentatio frontiniano e sposizione della maniera con cui gli antichi romani distribuiva le acque per uso della città (1761).
- De romanorum magnificentia et architectura (1761).
- Campus Martius antiquae urbis (1762).
- Lapides capitolini sive fasti consulares triumphalesq romanorum ab urbe condita usque ad tiberium caesarem (1762).
- Antichità di Cora (1764).
- Antichità d’Albano e di Castel Gandolfo (1764).
- Osservazioni di Gio. Battista Piranesi sopra la Lettre de Monsieur Mariette aux Auteurs de la Gazette Littéraire de l’Europe (1765).
- Della introduzione e del progresso delle belle arti in Europa ne’ tempi antichi (1765).
- Vedute di Roma: disegnate ed incise da Giambattista Piranesi Digitalisat

## Literatur

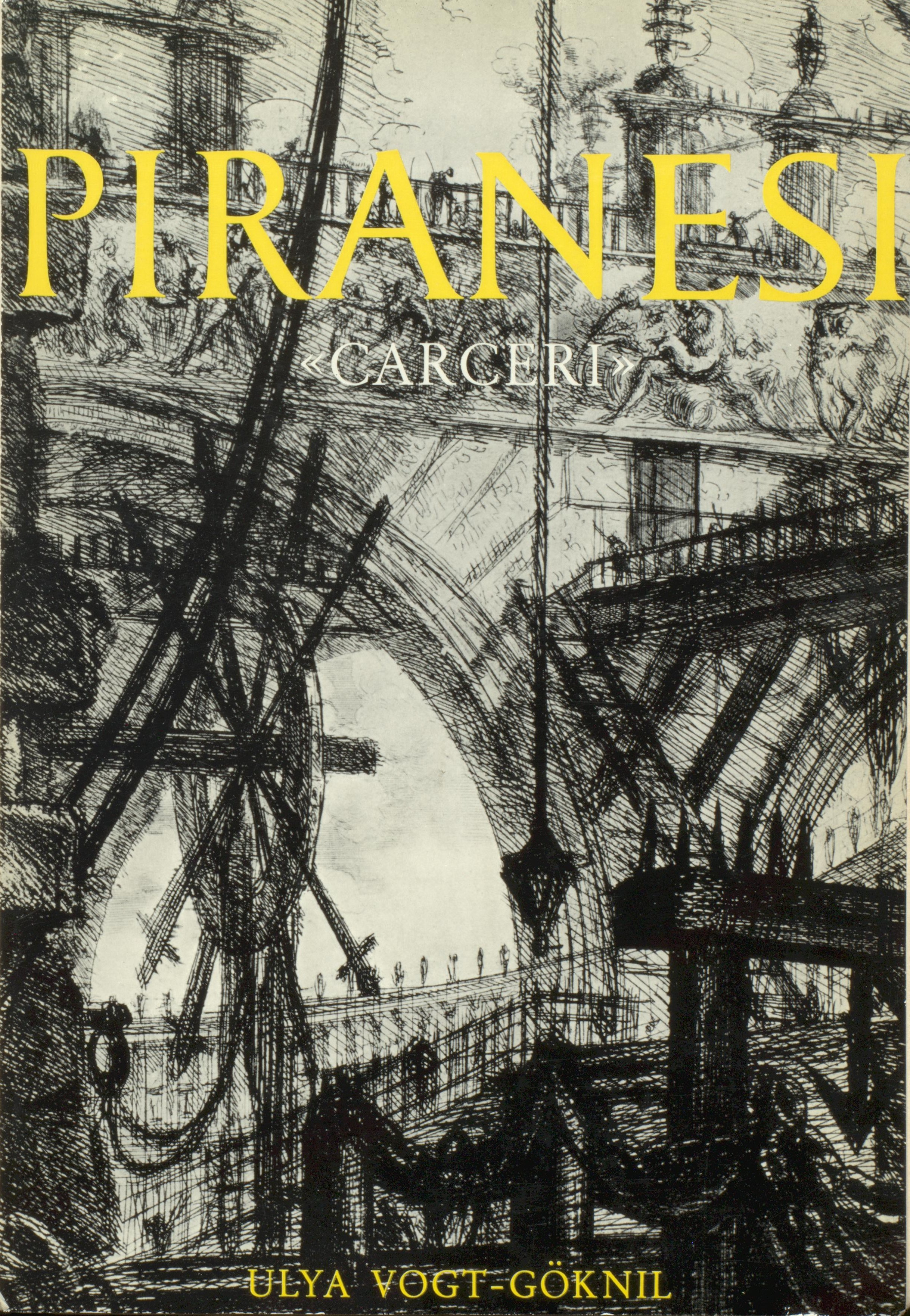
Ulya Vogt-Göknil: Piranesi Carceri. Zürich, 1958

## Ausstellungen
- 1999 fand in der Staatsgalerie Stuttgart eine umfassende Piranesi-Ausstellung statt. Unter dem Titel "Giovanni Battista Piranesi – Die poetische Wahrheit" wurden mehr als 200 Radierungen gezeigt.

- 2010 Le arti di Piranesi – The Arts of Piranesi: Architect, Engraver, Antiquarian, View-maker, Designer, Fondazione Cini, Venezia

- 2016 Piranèse, Les prisons imaginaires – Johannes Gachnang, Das byzantinische Buch – G. O. Melcher, Dal cimitero delle intenzioni, (Galerie Anton Meier, Genève)

- 2019 Giovanni Battista Piranesi, Biblioteca Nacional de España, Madrid[5]

- 2020/2021 Das Piranesi-Prinzip Jubiläumsausstellung zum 300. Geburtstag Piranesis in der Kunstbibliothek Berlin

## Zeitgenössische Referenzen
- Piranesi Architekturpreis, jährlich verliehen seit 1989.
- Die titelgebende Figur in Susanna Clarkes Roman Piranesi (2020), die ein unvorstellbar großes, labyrinthartiges Haus bewohnt.